# Draga, rapska pastirica
Draga, rapska pastirica nedovršeni je prigodni spjev Jurja Barakovića posvećen znamenitostima otoka Raba, sastavljen od oko 3000 stihova različitih metričkih oblika.

## Sadržaj
Djelo počinje stihovima posvete koji sadržavaju pjesnikovo obraćanje Rabu i apostrofiranje same pjesme. Potom slijedi pet pjesničkih odjeljaka: Knjiga Jurja Barakovića Rabu gradu, Razumnim ljudem koji šte Jurja Barakovića Zadradina, U drugu vrstu petja, Pisam od otoka rabskoga i U četvrtu vrstu petja.

### Knjiga Jurja Barakovića Rabu gradu
Prvi je dio poslanica u kojoj se govori o slavi i za slavu Raba te o pjesnikovoj želji da ga takvim i prikaže. Rab je invociran kao grad kojem čast i slava još uvijek nisu javno priznati pa pjesnik traži dopuštenje da njegov jezik izusti tu slavu te postane njegov pisnik. Spominje se da Rab ima četiri dara, od kojih je prvi narod koji ga hrani, brani i dopušta pjesniku da ga slavi. Posljednjim stihovima pjesnik moli Isusa da mu pomogne opjevati grad Rab.

### Razumnim ljudem koji šte Jurja Barakovića Zadranina
Pjesnik govori o razlozima za put na Rab: zbog glasina da su mu poginula dva brata u napadu senjskih uskoka na mletačku galiju kod Lopara, potražio je brod da ga tamo odveze. S braćom je proslavio to što je vijest o njihovoj smrti bila lažna i nakon toga započinje putovanje Rabom. Ljubazni Rabljani ne dopuštaju mu da provede noć u barci nego mu daju kuću za osmodnevni boravak. Opisuje se i gostoljubivost domaćina. Tri dana časte i vode pjesnika po zabavama. Pozivaju ga na vjenčanje Nikole Zara i Marije Zudenigo. Opisuje se svadba i raskošnosti svadbenog stola. Slijedi pohvala Rabu i njegovu obilju. Sutradan rapska gospoda odvode gosta u svoj tempal (katedralu).

### U drugu vrstu petja
Petar Zudenigo, Galacinj Krsto, Mihael i Marin Bica vode pjesnika u crkvu pokazati mu svete kosti i zaviti. Ondje je vidio razne relikvije: Kristoforovu glavu (on je zaštitnik Raba), zatim glave Armulasa, Abunda, Azarije, Ananije, rebro svetog Marina, zub Polonije zakovan u srebro, ruku svete Tekle, trn Isusove krune na kojoj je kap njegove krvi, komad kruha s posljednje večere; sveti kamen na kojem je Isus stajao kad se digao u nebesa; komad Mojsijeva štapa kojim je pustio vodu iz stijene. Pjesnik ushićen onim što je vidio govori da i Rim zavidi Rabu (uspoređujući rapsku katedralu s bazilikom svetog Petra u Rimu). Potom se opisuje način na koji Rabljani štuju Boga.

### Pisam od otoka rabskoga
Pjesnik šeće gradom, obilazi sva sveta mjesta, a zatim odlazi u šetnju izvan grada, kreće na istok. Dolazi do tri studenca, penje se na vrh s kojega se vidi cijeli grad, hoda po livadi na kojoj pasu konji. Jednoga osedla i nastavlja na istok želeći vidjeti kraj otoka. Iz daljine promatra Liku i Velebit te razgleda mnoge rapske lokalitete.
Put po kamenitom terenu nije ugodan ni njemu ni konju pa okreće na zapad. Nije mogao obuzdati konja pa je dopustio da ga on odvede gdje god želi. Konj ga dovede do pastira; striža je ovaca, pa su tu i gradska vlastela. Dijele se sir i vuna: vlastelini uzimaju svoj dio prihoda. Kad ugledaju pjesnika, pozdravljaju ga i časte. Nakon objeda slijedi razgovor za stolom: stariji (brade side) poučavaju mlađe. Prvi govori Marin Zaro: hvali pjesnike koji u knjigama čuvaju vrijedna znanja i uspomene. Odlučuju da će Baraković biti njihov pjesnik pa mu svi odreda stanu pripovijedati. Baraković im daje obećanje da će pisati o Rabu te kreće dalje na put.
Jašući, stiže do mjesta Fruga, gdje su ga ponovno lijepo ugostili i pokazali mu put do Lopara. U Loparu ga također ugodno dočekaju. Odluči nastaviti put pješice da bi došao do obale. Vraćajući se do konja naiđe na pastira koji mu priredi večeru. Prespava u Loparu, ujutro osedla konja i nastavlja put. Pjesnik nailazi na mjesto gdje vlastela dijele sir i vunu, na drugu strižu ovaca. Ondje se ponovno malo okrijepi i razgovara s gospodom. Govore mu o različitim mjestima na otoku, spominju Eneju i Rim, Tezeja, Stvoritelja, Adama i Evu, Abrahama; spominju se i mnoge druge teme, što svjedoči o obrazovanosti Rabljana.
Nakon razgovora pjesnik nastavlja put. Stiže do vode koja ga podsjeća na Mojsija i vodu koja je potekla u pustinji. Nakon poludnevnog jahanja ugleda spilju, a na vratima spilje ženu u odjeći pastirice, pretvorenu u stijenu: iz očiju joj izlazi voda, iz ušiju dim.
Dok je sunce polako zalazilo, ugleda nekog čovjeka koji mu se učini kao sablazan. Obrati mu se i upita ga otkuda je, zašto plače i pije li tko onu isplakanu rijeku. Ovaj mu odgovara da zapamti i zapiše ono što će mu reći. Govori da je sagriješio, da mu nema milosti do suda, da je uvijek u pokori. Po naravi je čovjek, ali čini zvjerska djela, ima zvjersku dlaku, a sve mu se to dogodilo zbog ljubavi. Zove se Kalifronte. Čuvao je ovce zajedno s Barbatom, koji je imao kćer Dragu, pastiricu. Kad ju je Kalifronte jednom ugledao samu na livadi, obuzela ga je ljubavna strast. Unatoč pokušaju da se odupre želji zbog prijateljstva s njezinim ocem, Kalifronte je nasrnuo na djevojku. Ona ga odbije i reče da je od rođenja obećana Dijani kao djevica i da će prije izgubiti glavu nego poštenje. Kalifronte je bezuspješno pokušava nagovoriti da mu uzvrati ljubav omalovažavajući zavjet Dijani. Djevojka pokuša pobjeći, dotrči do spilje, zazove Dijanu u pomoć i ova ju pretvori u kameni kip koji lije suze. Kalifronta su bogovi osudili na život dok mrtvi ne uskrsnu, dok Draga ne presuši; hranit će se divljim plodovima, a svako podne i svaku ponoć mora sam pohoditi vrelo. Kad se Kalifronte izjada, povede pjesnika kroz šumu. Nakon dugog obilaska napokon su izašli iz šume i Kalifronte moli pjesnika da ostane bdjeti s njim. Oko ponoći Kalifronte nakratko ostavlja pjesnika jer mora posjetiti Dragu. Kad se vratio, započeo je istu, bolnu priču o ljubavi, a pjesnik ga moli da govori o Rabu jer ga to neće boljeti.

### U četvrtu vrstu petja
Kalifronte započinje priču o bojevima s Atilom i njegovom vojskom te o udjelu rapske vlastele, devetorice hrabrih boraca u tim bitkama – Galcina, Zudeniga, Miklauša, Zare, Skafa, Černota, Armulaisa, Nimira i Končice. Oni su iz hrvatskog zaleđa došli na prostor Raba za vrijeme provale Huna, a ondje su i ostali. Autor opisuje hrabrost onih koji su se borili. Sagradili su na otoku grad Vrhovnicu koju kasnije preimenuju u Kolent, poženili su se i dobili djecu. Potom su sagradili Rab gdje se razvija trgovina i stočarstvo.
Spominje se da su neko vrijeme Grci dominirali primorjem. Svidio im se i Rab te dolaze ondje živjeti, ali ne kao gospodari, nego kao braća. Oni donose kosti svetaca da se tu čuvaju. Rabljani to rado primaju. S vremenom je grčka moć smanjena, pa su se Grci s Raba vratili u svoju zemlju.
Mnogi su bili zavidni Rabljanima; ”Gospoda Jenovešća” (Genovljani) pokušavaju osvojiti Rab te šalju gusare. Ugarski se kralj, želeći staviti Rab pod svoju vlast, poziva na podrijetlo Rabljana (nekad su živjeli u njegovim krajevima) i na podrijetlo žena koje su oženila prva rapska gospoda (uzela su žene s njegova dvora). Rabljanima nudi slobodu i zaštitu pod okriljem svoje krune. Rabljani su organizirali vijeće, mudri zbor, na kojem će Galcina, Zudenigo, Mikuličić aliti de Dominis, Zaro, Armolais i Končica izreći svoje mišljenje o ponudi ugarskog kralja. Galacin uvodi u raspravu i postavlja pitanje trebaju li se boriti ili predati. Zudenigo govori da situaciju treba dobro procijeniti. Zaro tvrdi da se treba obratiti i pouzdati u Boga. Končica se obraća Zaru i tvrdi da im nitko ne može ništa jer bi morali preskočiti more da dođu do njih. Armolais se zalaže da se pošalju dva poklisara Ugrima (Skafić i Černota) te da se prihvate uvjeti ugarskog kralja. Rapska skupština, uzdajući se u Boga i slogu, taj savjet prihvaća. Gospoda sastavljaju pismo za kralja: mnogi kraljevi zavide Rabu i žele ga osvojiti, oni će se staviti pod zaštitu ugarskog kralja – to uspoređuju s vjenčanim prstenom kojim muž stavlja ženu pod svoju zaštitu. Ugarski kralj oduševljeno sluša poklisare i prihvaća sve njihove molbe.
Priča završava sretnim povratkom poklisara svojim domovima. Djelo se ovdje prekida.

## Poetičke osobitosti

### Struktura
Draga, rapska pastirica prigodni je spjev o znamenitostima otoka Raba. U njemu se isprepleću elementi tipični za epsku poeziju s elementima lirike, a na nekim su mjestima, kao u dramskom tekstu, istaknuta imena likova uz njihove iskaze. Djelo je oblikovano kao putopis: tematizira autorovo putovanje Rabom, pri čemu se navode realna mjesta, šume, naselja i zaljevi koji i danas postoje na otoku.

### Figure
Spjev je u cijelosti prožet pohvalničkom dimenzijom te je time blizak modelu antičkoga panegiričkoga pjesništva. S tim su u vezi stilska sredstva kojima se pjesnik koristi: sredstva pojačavanja izraza, figure nadmašivanja i neizrecivosti te brojne poredbe (Kad on sliša moje riči, / veselo mi obraz ganu, / kako likar kad izliči / na človiku smrtnu ranu, s. 1428-1431.), metafore (za Rab – neg ostane samo janje / blizu lava kad je gladan, s. 2711-2712.) i figure nabrajanja (ta od pakla, ta od raja, / ta propasti od Babela, ta tumači sve do kraja / proročanstva Daniela, s. 1228-1231.).
Hiperboličnim pohvalama prožeto je cijelo djelo i one se uglavnom odnose na ljepote Raba (Otoci su mnozi veći / Delo, Kreta i Mesina, / dal' ni jedan može reći / da j' lipšega stvoren čina..., s. 1120-1123.); na rapsku gospodu (ne slišah od mladosti / lipše družba da govori: sve beside od mudrosti, / a nitkor se ne umor, / ishode bo te kriposti / od onoga ki svit stvori, s. 1238-1243.) ili Kalifrontovu šumu (Tko bi proša' sve primorje / do kraljevstva Davidova, / sve planine, sve zagorje; mnju, nî luga već takova, s. 1885-1888). Opisujući rapske gospođe, Baraković piše: Ako Grci jedne radi / htiše Troju razoriti, / koliki bi triba gradi / radi onih izgoriti! (s. 195-198.). Djelo sadrži brojne slične hiperbole.
Međutim, najčešće su proširene poredbe. Neki od primjera jesu: Ako kralji od istoka, / novu zvizdu kad slidiše, / buduć ona za svidoka / da porojen Isus biše, / da svititi već ne htiše, / kad pak pride blizu roka / s veseljen ju svi vidiše. / Tako meni u veselju / osta srce krifko dosti / zač ispunih moju želju, / kada vidih svete kosti... (s. 315-326.) i Dovede me na stanišće / ta živina prez razbora, / kako mornar ki zna višće / svaku luku pokraj mora, / al' na staro sidališće / lastovica gnizdo stvora, / našlo bi se da se išće / u človiku naraf gora (s. 761-768.).
Mogu se pronaći i neke od figura konstrukcije, a osobito je čest polisindeton: nit će sunce sjat na noći, / nit će nebo prez obrti, / nit je človik u nemoći (s. 1448-1450.). Gotovo su sve figure u funkciji isticanja i naglašavanja pozitivnih osobina prostora i ljudi koji se pojavljuju u spjevu, dakle slavljenja Raba, ili u funkciji iskazivanja pjesnikovih osjećaja. Rab je opisan kao idiličan prostor.
U djelo su utkane i mnoge mudre misli, gnomski iskazi, s naznakom njihove usmene cirkulacije: Jer se reče meju nami: / ko ne more konja biti, / a želi se osvetiti, / bije sedlo ostrogami (s. 2237-2240.) ili Tko ni bogu na milosti / ta ne može raj doteći (s. 2921-2922.). Najveći ih je broj u posljednjem dijelu spjeva, a izgovaraju ih rapski plemići.

### Tematski svijet
Barakovićev je stil prepoznatljiv i vrvi postupcima tipičnim za njegovo vrijeme. K tome, legende s Raba koje on donosi mogle bi se izdvojiti iz djela kao samostalne cjeline. Jedna je od njih npr. ona o vrelu Draga iz kojega putnici mogu piti vodu (s. 1776-1791.). Osim što je usmjerena na proslavljanje Raba, opisujući brojne lokalitete i plemiće, Draga, rapska pastirica, dotiče i povijesne momente rapske prošlosti te vrijeme nastanka djela. Tako povijest pripovijeda pastir Kalifront, autorov posrednik znanja.
Međutim, djelo je nedovršeno: povijesni se tematski svijet prekida u središtu razvoja, točnije, u trenutku kada ugarski kralj otpusti plemiće koji se zatim vraćaju u Rab nakon odluke o ostanku otoka unutar Ugarsko-hrvatskog Kraljevstva.

### Izraz
Baraković je veliku pozornost posvetio izrazu i organizaciji fabule svog spjeva, u čemu se očituje njegova artificijelnost. U djelu su zastupljene različite vrste stihova i strofa, što pjesnik zasebno naznačuje prije svake njihove uporabe. Djelo je oblikovano u četiri vrste petja. Takva metričko-strofička organizacija djela ima svoju funkciju: naime, uporaba različitih oblika stihova i strofa odgovara tematskim cjelinama djela. Usto, spjev se otvara dvjema osmeračkim katrenama i jednom kvintom, što se ne ubraja u navedena četiri načina pjevanja.
Nakon uvoda slijedi kraća pjesma, odnosno pjesnička poslanica Rabljanima: Knjiga Jurja Barakovića Rabu gradu. Pisana je dvanaestercima marulićevskog tipa u oktavama, a sadržava opću pohvalu Rabu.
Drugom je vrstom pjevanja u osmercu, nakon katrena s rimom abba izmjenjuju se oktave i sestine s ukrštenom rimom, napisan dio naslovljen Razumnim ljudem koji šte Jurja Barakovića Zadranina. U njemu autor opjevava i slavi Rabljane, navodi razloge zbog kojih je došao na Rab, govori o načinu na koji su ga Rabljani primili na otok, o svadbenoj svečanosti Nikole Zara i Marije Zudenigo i poznatim Rabljanima.
Sljedeća je treća, opet drugačija vrsta pjevanja, na koju pjesnik upozorava naslovom U drugu vrstu petja. Ovaj je dio pisan osmeračkim oktavama s ukrštenom rimom abababab. U njemu pjesnik opisuje razgledavanje svetačkih relikvija i ostalih znamenitosti grada Raba. Također, u ovome dijelu pjesnik putuje na drugi kraj otoka.
Zadnji naslov glasi U četvrtu vrstu petja, a metar se sastoji od osmeračkih katrenia s obgrljenom rimom abba. Takvom metričkom organizacijom pjesnik opisuje povijesni pregled zbivanja na otoku i u gradu Rabu. Dakle, svaki dio Drage, rapske pastirice rabi drukčiji metar za različitu tematiku i naglašava promjenu pripovijedanja.

## Tematske osobitosti

### Tematske razine
U Dragi, rapskoj pastirici isprepleću se četiri tematske razine: povijesna, mitološka (u kojoj lik Kalifronta posjeduje znanje o povijesti), biblijska i eshatološka koja je najmanje zastupljena. Dakako, javljaju se i sporedne teme koje su uklopljene u glavne.
Glavna tema cijeloga djela jest otok Rab, njegova povijest, lijepa priroda i gostoljubivi stanovnici. Općenito, pjesnik pruža svome čitatelju "panoramsku sliku Raba". Baraković je zamislio djelo kao pjesničku pohvalnicu otoka Raba (Rabu gradu da zahvalim / na ljubavi stanovito, s. 11-12.), zato je ime otoka stavljeno i u sami naslov. Draga, rapska pastirica mimetičko je djelo, tj. prenosi mnoštvo stvarnih činjenica o otoku i o Barakovićevu boravku na njemu.

### Biblijska tematika
Biblijska tema sadržava cijeli niz likova, pojmova i događaja koji se u naraciji spominju: kralj David (s. 67), Nabukodonosor (s. 380), Mojsije (s. 451-458.), Babilon, Daniel, pakao i raj (s. 1228-1231.), Isus i njegovo rođenje (s. 315-318.), Kristov vijenac od trnja i Poncije Pilat (s. 419-430.), Juda (s. 435-442.), zatim opet Isus (s. 443-450.), Petar i Pavao (s. 530, 820, 1433.), Marija i evanđelisti (s. 1168-1175.), dom kršćana – crkva, katedrala (tempal stari, / gdi krstjani mole boga, s. 77-78, 2357-2358.). Nadalje, u djelu su prisutni mnogi kršćanski motivi: sveta misa (s. 532.), sveti oltar (s. 533.), sveta mista (s. 554, 658.), svete moći (s. 571.), sveta pisam (s. 535, 572.), sveta voda (s. 577.), svete kosti (s. 596.), sveti anjeli (s. 624.). Čitatelju Drage neće biti čudno što autor upleće toliko biblijskih imena, kršćanskih motiva i priča ako je čitao Barakovićevo drugo djelo, Jarulu, koja prepričava Sveto pismo, te ako zna da je autor bio svećenik.

### Eshatološka tematika
U djelu se pojavljuje još jedna mikrotema koja se može promatrati kao dio eshatološke teme. To je ljubav prema Rabu koja se proširuje na temu ljubavi prema djevojci (Kalifrontova priča o Dragi, rapskoj pastirici, od s. 1484.). Kalifrontova ljubav opisana je motivima nesputane žudnje prema ženi koja prelazi u nasilno inzistiranje. Pjesniku je ovaj primjer značajan kako bi prikazao grešni akt koji se protivi kršćanskome, moralnome nauku, pa stoga počinitelj mora trpjeti do Sudnjeg dana.

### Povijesna tematika i biblijski motivi
Sljedeća je tema povijesnih osoba i drevnih gradova. Pjesnik spominje Atenu (s. 513-516.), Kretu (s. 1121), Aleksandra Velikoga (s. 1158.), Rim (s. 512.), Cicerona (s. 517-520, 603.), Julija Cezara i Pompeja (s. 1156.) te Atilu (s. 2659–2627.). Povijest otoka pjesniku pripovijeda Kalifront.
Promatrajući ovu temu na motivskoj razini, uočljivo je da su sve manje cjeline unutar pripovijesti o povijesti Raba također protkane mnogim biblijskim i kršćanskim motivima. Tijekom Atilina pohoda, hrvatsko plemstvo donosi odluku o bijegu na otok. Čin prelaska preko mora prožet je dubokom biblijskom tematikom. More prelaze na drvenoj splavi (s. 2281-2296.) te se neprestano ističe motiv Božje pomoći, a ovaj prizor nedvojbeno podsjeća na biblijsku tematiku, odnosno na Mojsijev prelazak preko Crvenoga mora s interpolacijom motiva splavi iz priče o Noinoj arci. Dolaskom na otok podižu grad Vrhovnicu (s. 2340), a pjesnik posebno ističe motiv križa koji je postavljen na mjestu gdje će se graditi hram te plemići odmah određuju kome će biti posvećen (Na čast Kusme i Domjana, / templu jime postaviše, s. 2357–2358.). Potom se započinje s kratkim pregledom povijesti Raba.
Na motivskoj razini dominiraju Grci, Rimljani i Genovljani, a na kraju Ugarsko Kraljevstvo. Može se reći i da u ovome dijelu opisa rapske povijesti pjesnik tematizira neprestanu ugroženost grada Raba, odnosno otoka u cijelosti.
Završetak Drage, rapske pastirice donosi temu ugarske vlasti i pitanja o savezništvu (s. 2721-2724.). Tematizira se neprestano ratovanje s raznim neprijateljima, želja za mirom, ali i oprez jer Rabljani ne žele izgubiti slobodu. Pritom domoljubna komponenta djela nadilazi otočke okvire: ona poprima svojevrsnu kroatofilsku dimenziju, pa ni zaključci Franje Šveleca ne djeluju presmiono: